# Schwartzkopffia
Schwartzkopffia là một chi thực vật có hoa trong họ, Orchidaceae.